# Lahusa (Lahusa)
Lahusa is een bestuurslaag in het regentschap Nias Selatan van de provincie Noord-Sumatra, Indonesië. Lahusa telt 1430 inwoners (volkstelling 2010).